# Gimécourt
Gimécourt est une commune française située dans le département de la Meuse, en région Grand Est.

## Géographie

### Hydrographie
La commune est traversée par la ligne de partage des eaux entre les bassins versants de la Meuse et de la Seine au sein respectivement du bassin Rhin-Meuse et du bassin Seine-Normandie. Elle est drainée par l'Aire, le ruisseau de Lavallee et le Fossé de la Vau Munelotte,.
L'Aire, d'une longueur de 125 km, prend sa source dans la commune de Saint-Aubin-sur-Aire, à 324 m d'altitude, et se jette  dans l'Aisne, en rive droite à Senuc, à 104 m d'altitude, après avoir traversé 36 communes. 

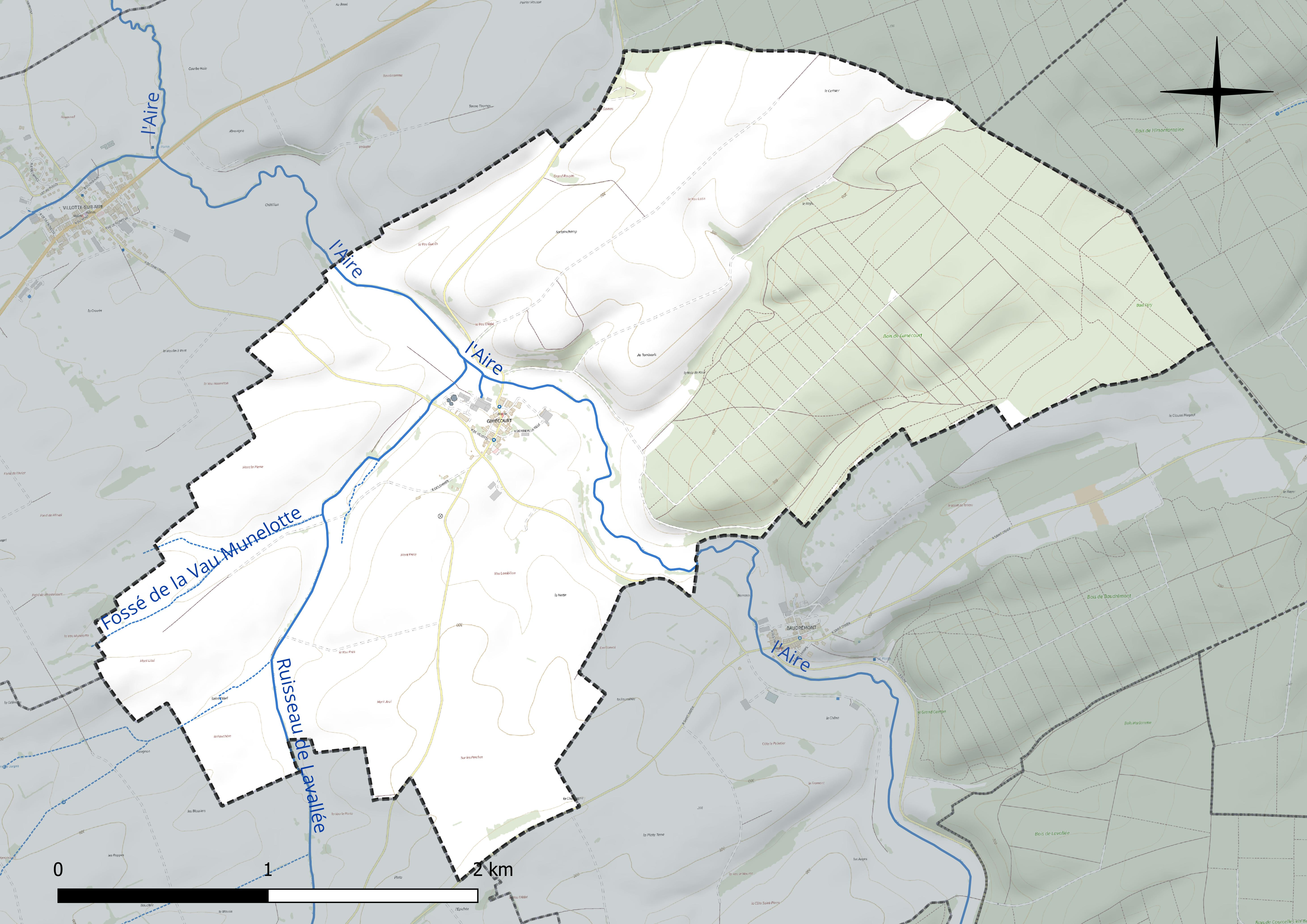
Réseau hydrographique de Gimécourt.

### Climat
Pour des articles plus généraux, voir Climat du Grand Est et Climat de la Meuse.
En 2010, le climat de la commune est de type climat de montagne, selon une étude du Centre national de la recherche scientifique s'appuyant sur une série de données couvrant la période 1971-2000. En 2020, Météo-France publie une typologie des climats de la France métropolitaine dans laquelle la commune est exposée à un climat océanique altéré et est dans la région climatique  Lorraine, plateau de Langres, Morvan, caractérisée par un hiver rude (1,5 °C), des vents modérés et des brouillards fréquents en automne et hiver. 
Pour la période 1971-2000, la température annuelle moyenne est de 9,5 °C, avec une amplitude thermique annuelle de 15,9 °C. Le cumul annuel moyen de précipitations est de 1 028 mm, avec 13,7 jours de précipitations en janvier et 9,9 jours en juillet. Pour la période 1991-2020, la température moyenne annuelle observée sur la station météorologique de Météo-France la plus proche, « Chaumont_sapc », sur la commune de Chaumont-sur-Aire à 12 km à vol d'oiseau, est de 10,8 °C et le cumul annuel moyen de précipitations est de 850,0 mm. 
La température maximale relevée sur cette station est de 41,1 °C, atteinte le 25 juillet 2019 ; la température minimale est de −15,5 °C, atteinte le 20 décembre 2009,,. 
Les paramètres climatiques de la commune ont été estimés pour le milieu du siècle (2041-2070) selon différents scénarios d'émission de gaz à effet de serre à partir des nouvelles projections climatiques de référence DRIAS-2020. Ils sont consultables sur un site dédié publié par Météo-France en novembre 2022.

## Urbanisme

### Typologie
Au 1er janvier 2024, Gimécourt est catégorisée commune rurale à habitat très dispersé, selon la nouvelle grille communale de densité à sept niveaux définie par l'Insee en 2022.
Elle est située hors unité urbaine. Par ailleurs la commune fait partie de l'aire d'attraction de Bar-le-Duc, dont elle est une commune de la couronne,. Cette aire, qui regroupe 86 communes, est catégorisée dans les aires de 50 000 à moins de 200 000 habitants,.

### Occupation des sols
L'occupation des sols de la commune, telle qu'elle ressort de la base de données européenne d’occupation biophysique des sols Corine Land Cover (CLC), est marquée par l'importance des territoires agricoles (71,6 % en 2018), une proportion identique à celle de 1990 (71,6 %). La répartition détaillée en 2018 est la suivante : 
terres arables (55,5 %), forêts (28,4 %), prairies (16,1 %). L'évolution de l’occupation des sols de la commune et de ses infrastructures peut être observée sur les différentes représentations cartographiques du territoire : la carte de Cassini (XVIIIe siècle), la carte d'état-major (1820-1866) et les cartes ou photos aériennes de l'IGN pour la période actuelle (1950 à aujourd'hui).

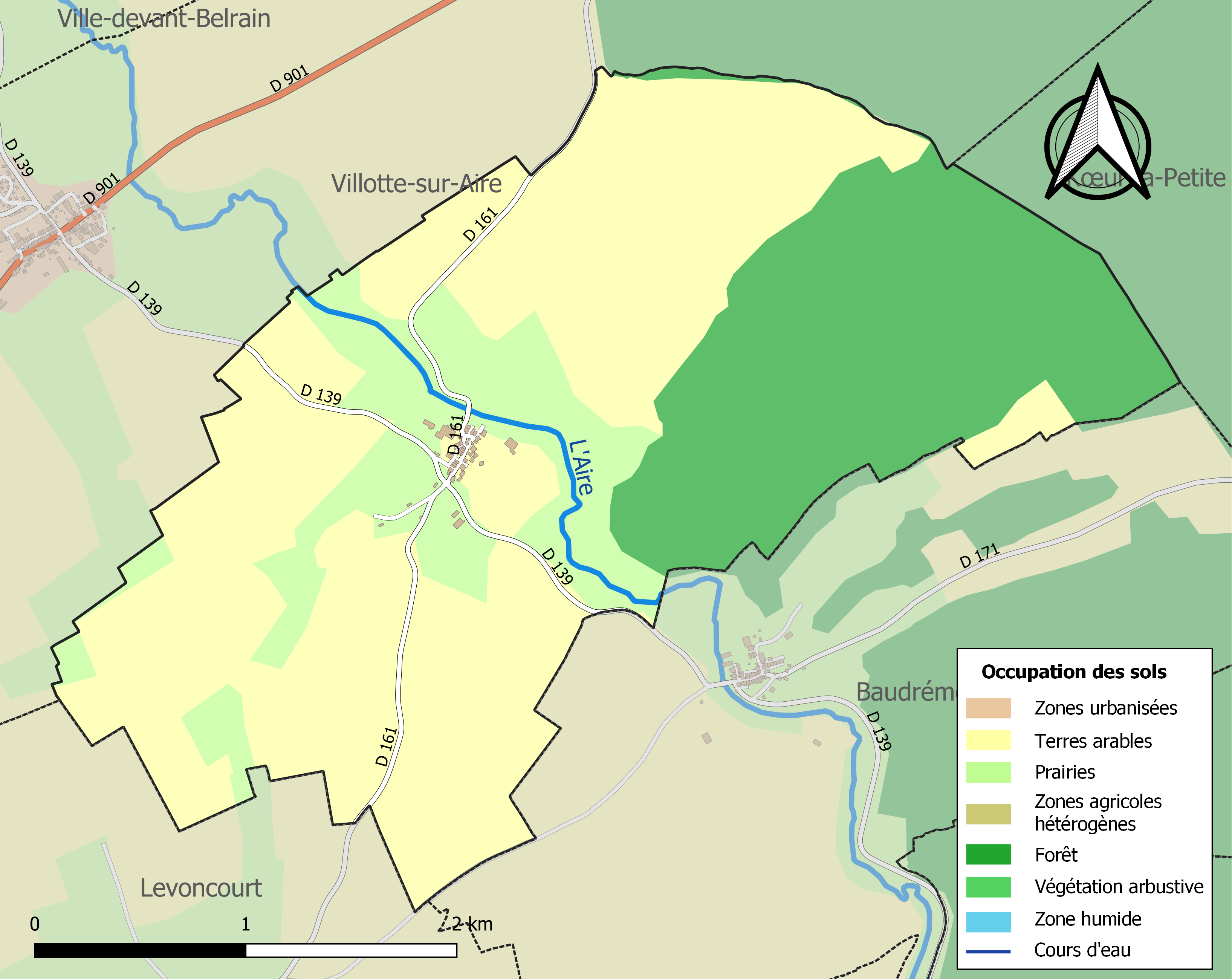
Carte des infrastructures et de l'occupation des sols de la commune en 2018 (CLC).

## Toponymie
Le nom de la localité est attesté sous les formes Gillani-curtis super fluvium Heyram en 961 ; Gillamæ-curtis super fluvium Heyram en 967 ; Curtis-Gelleni en 1049 ; Gelini-curtis en 1061 ; Gymaricurtis en 1135 ; Gyrmari-curtis en 1135 ; Gimelcourt en 1373 ; Gimecuria en 1402 ; Gimescourt en 1495-96 ; Gilecourt sur le fleuve de Heyram vulgairement Here en 1549 ; Gilecuria en 1580 ; Gemocour en 1656 ; Gemecour en 1700 ; Gemellicuria en 1711.

Il s'agit d'une formation toponymique médiévale en -court, caractéristique de la partie nord de la France. Ces formations semblent calquées sur celles -en -hof / -hoven des régions de parlers germaniques (voir par exemple Béthencourt / Bettenhoven). En effet, hof signifie « cour, cour de ferme, ferme », tout comme l'ancien français cort, curt > -court. Le nom commun cour en est issu, mais est mal orthographié à partir d'une étymologie erronée, à savoir le latin curia (> curie), alors que le français a paradoxalement conservé l'adjectif courtois qui en dérive. Cour procède du gallo-roman CŌRTE, lui-même du latin vulgaire cōrtem ou bas latin curtis.
La nature du premier élément Gimé-, vraisemblablement un anthroponyme germanique au cas régime, selon le cas général, est plus difficile à déterminer. Cependant les formes les plus anciennes citées par le Dictionnaire topographique (voir supra) semblent se contredire. C'est pourquoi Albert Dauzat renvoie, dans le cas des formes les plus anciennes, au type Gillancourt (Haute-Marne, Gillencurtis 1147), composé selon lui du nom de femme germanique Gisila, au cas régime *Gisilan (*Gislan- > Gillan-, par amuïssement régulier du -s-). Cependant, comme elle ne peut pas expliquer l'évolution en Gimé-, il se fonde sur les formes postérieures du XIIe siècle pour proposer le nom d'homme germanique Girmar.

## Démographie
L'évolution du nombre d'habitants est connue à travers les recensements de la population effectués dans la commune depuis 1793. Pour les communes de moins de 10 000 habitants, une enquête de recensement portant sur toute la population est réalisée tous les cinq ans, les populations de référence des années intermédiaires étant quant à elles estimées par interpolation ou extrapolation. Pour la commune, le premier recensement exhaustif entrant dans le cadre du nouveau dispositif a été réalisé en 2006.

En 2022, la commune comptait 38 habitants, en évolution de −2,56 % par rapport à 2016 (Meuse : −4,4 %, France hors Mayotte : +2,11 %).
| 1793 | 1800 | 1806 | 1821 | 1831 | 1836 | 1841 | 1846 | 1851 |
| ---- | ---- | ---- | ---- | ---- | ---- | ---- | ---- | ---- |
| 240  | 266  | 279  | 268  | 263  | 258  | 257  | 243  | 224  |

| 1856 | 1861 | 1866 | 1872 | 1876 | 1881 | 1886 | 1891 | 1896 |
| ---- | ---- | ---- | ---- | ---- | ---- | ---- | ---- | ---- |
| 197  | 187  | 161  | 144  | 145  | 132  | 120  | 119  | 129  |

| 1901 | 1906 | 1911 | 1921 | 1926 | 1931 | 1936 | 1946 | 1954 |
| ---- | ---- | ---- | ---- | ---- | ---- | ---- | ---- | ---- |
| 120  | 107  | 91   | 93   | 79   | 91   | 95   | 83   | 91   |

| 1962 | 1968 | 1990 | 1999 | 2006 | 2011 | 2016 | 2021 | 2022 |
| ---- | ---- | ---- | ---- | ---- | ---- | ---- | ---- | ---- |
| 77   | 68   | 48   | 29   | 33   | 37   | 39   | 39   | 38   |

## Culture locale et patrimoine

### Lieux et monuments

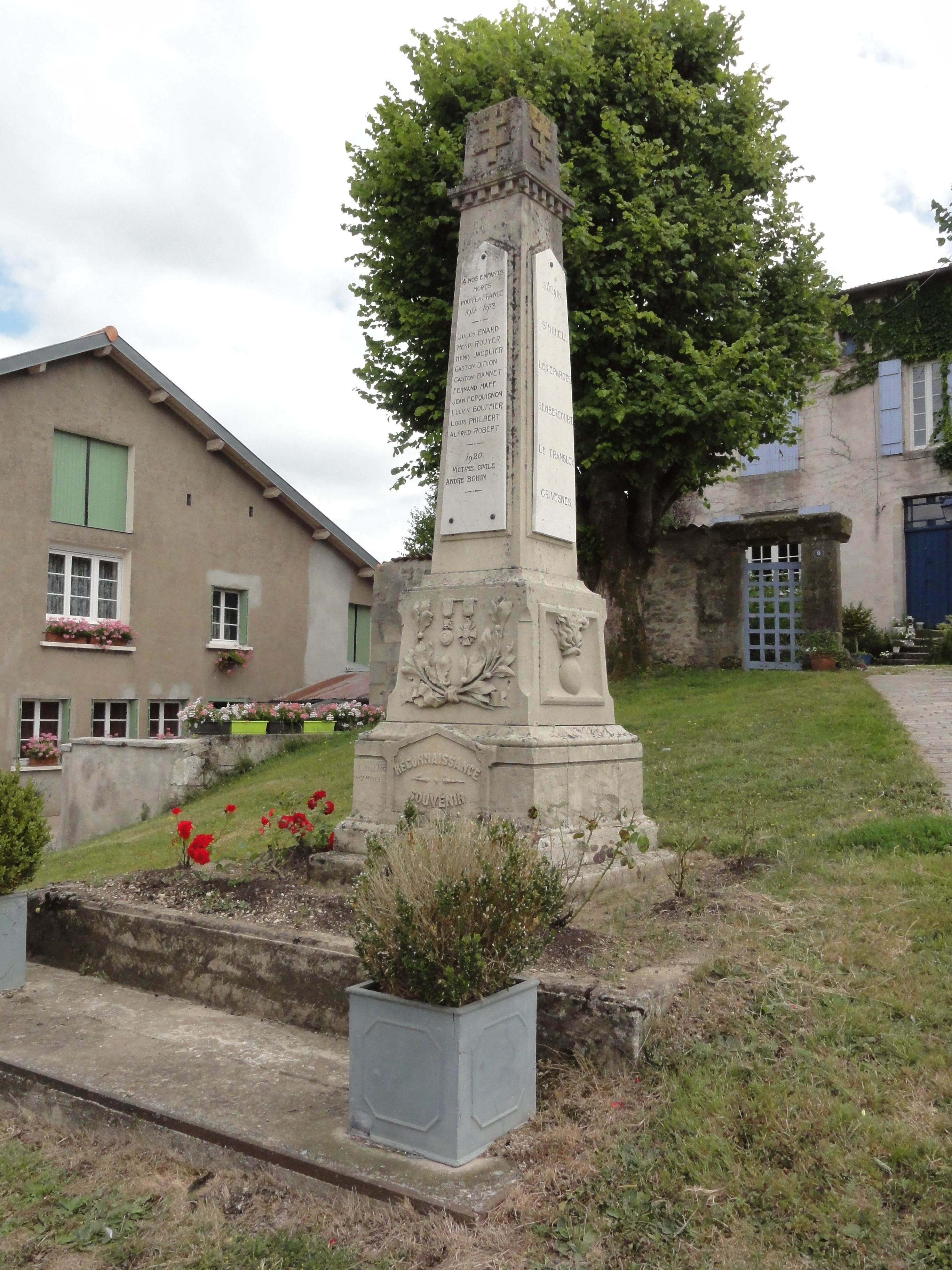
Monument aux morts.
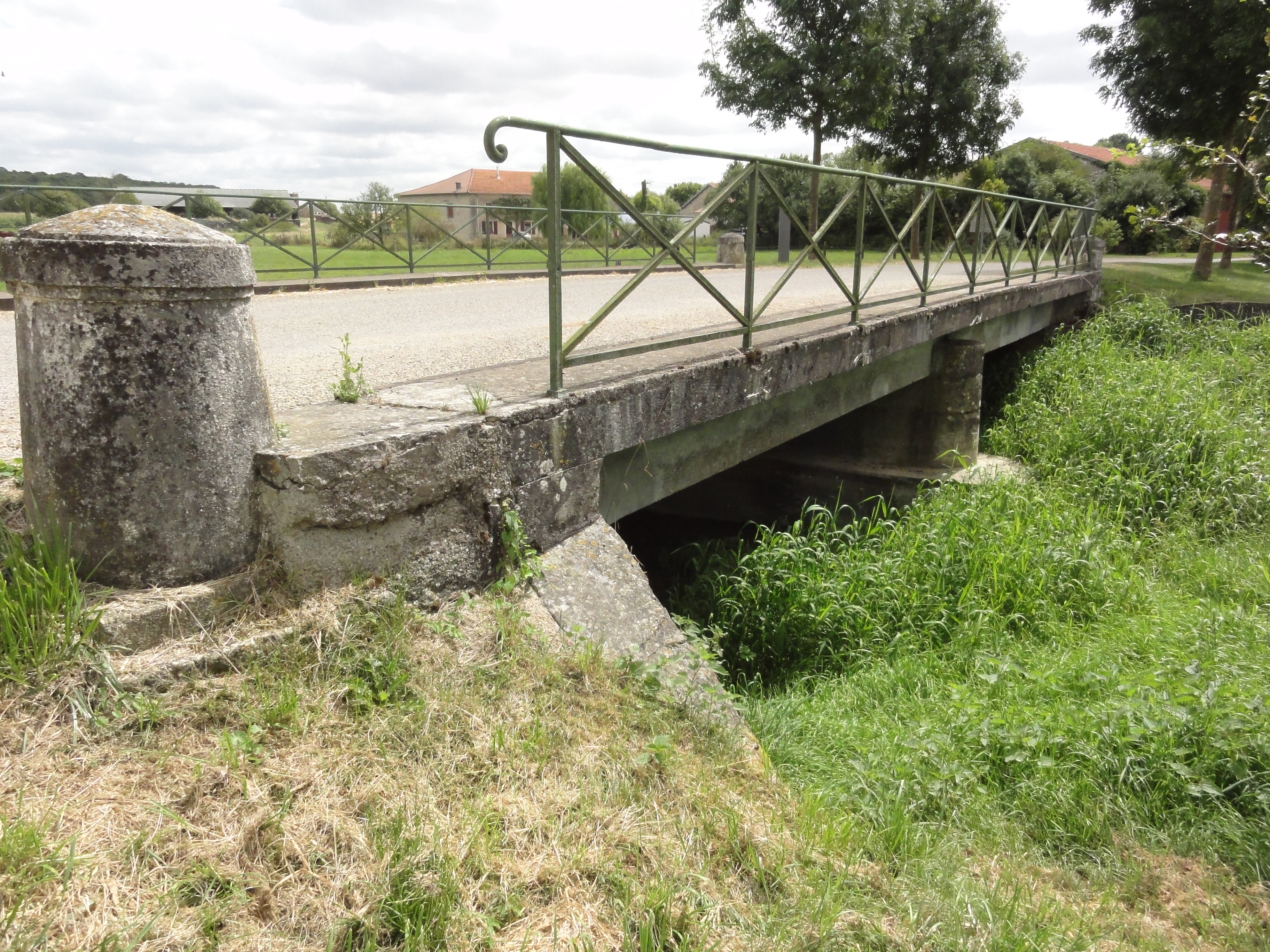
Pont.
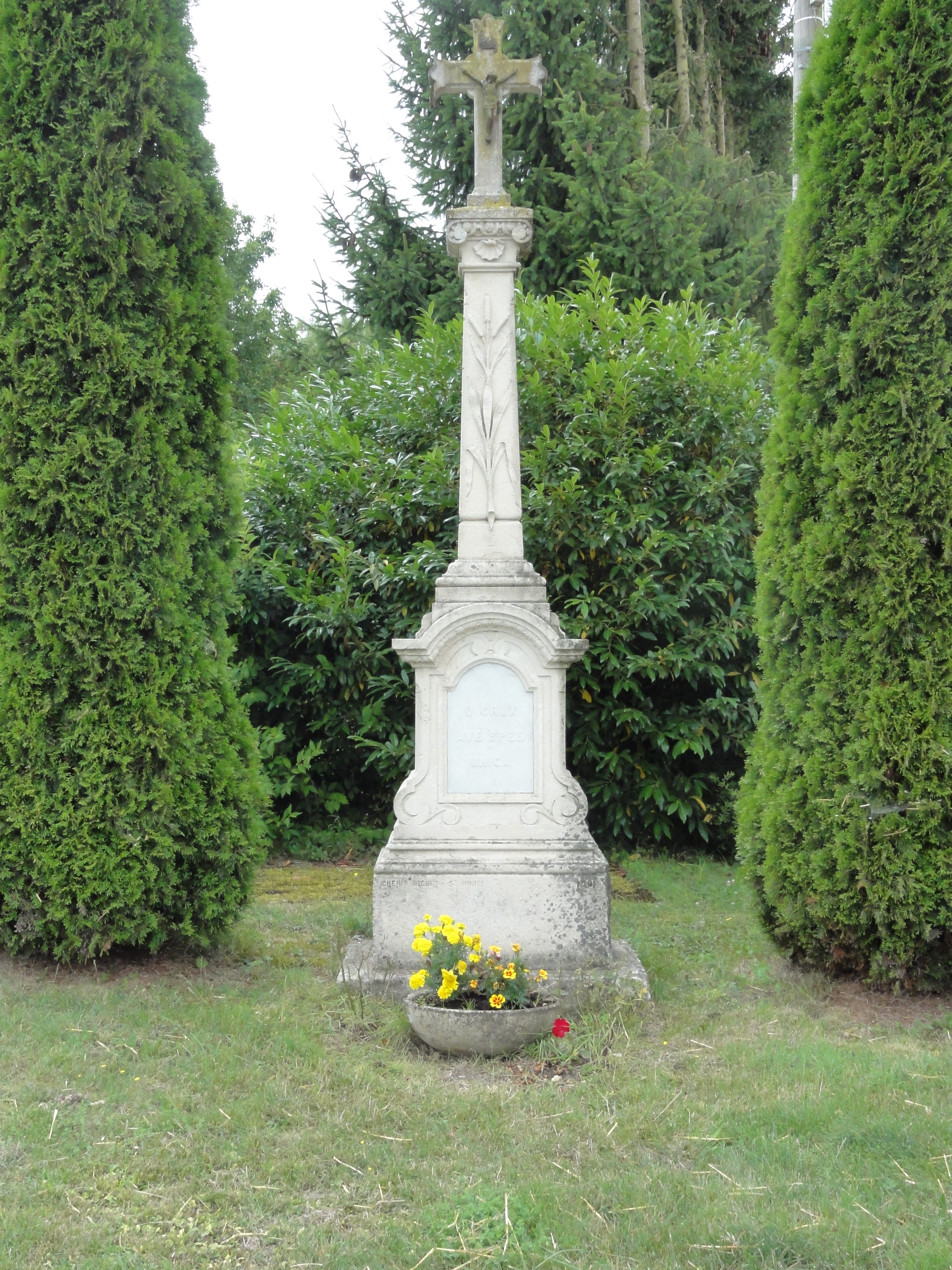
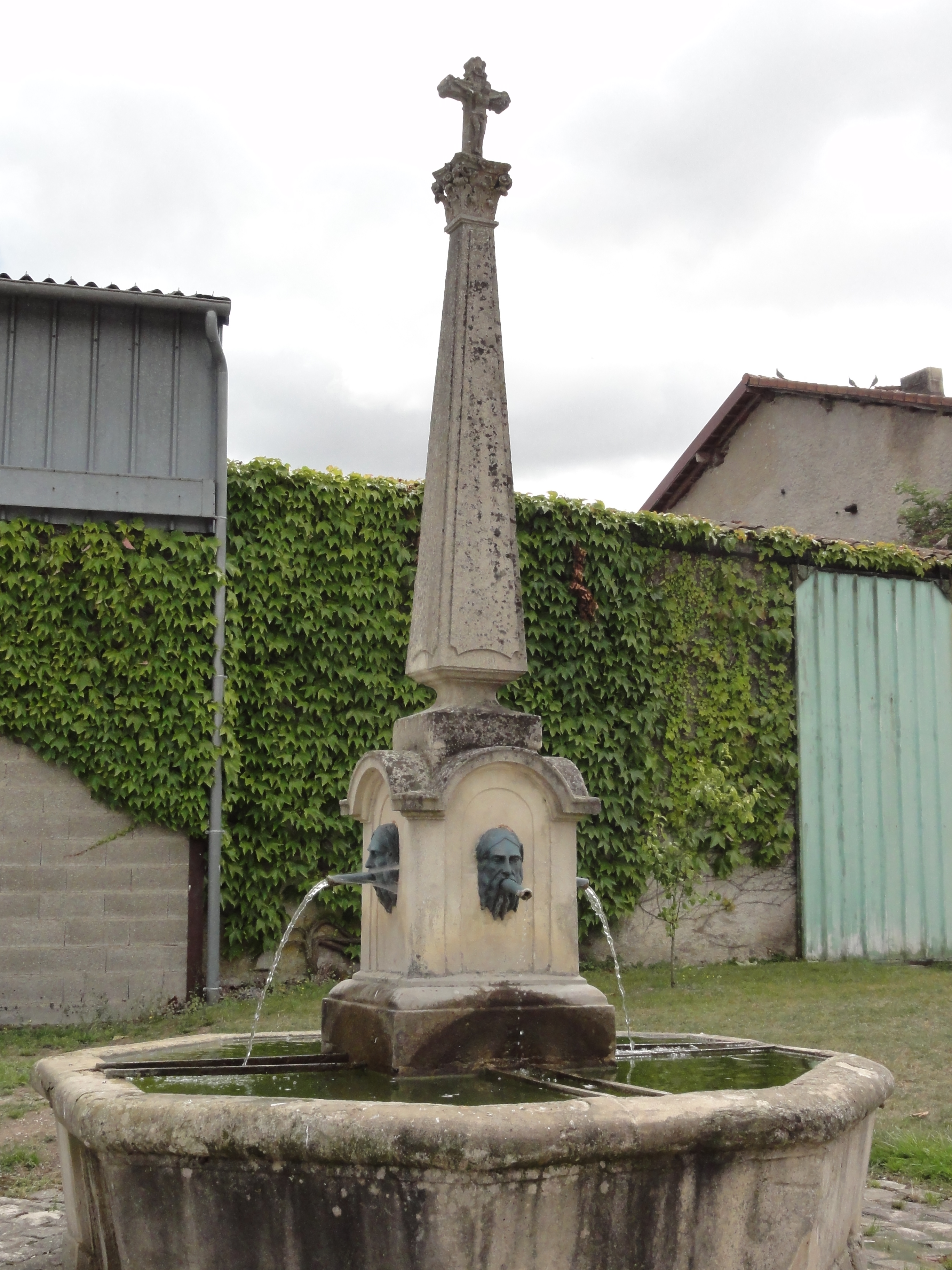
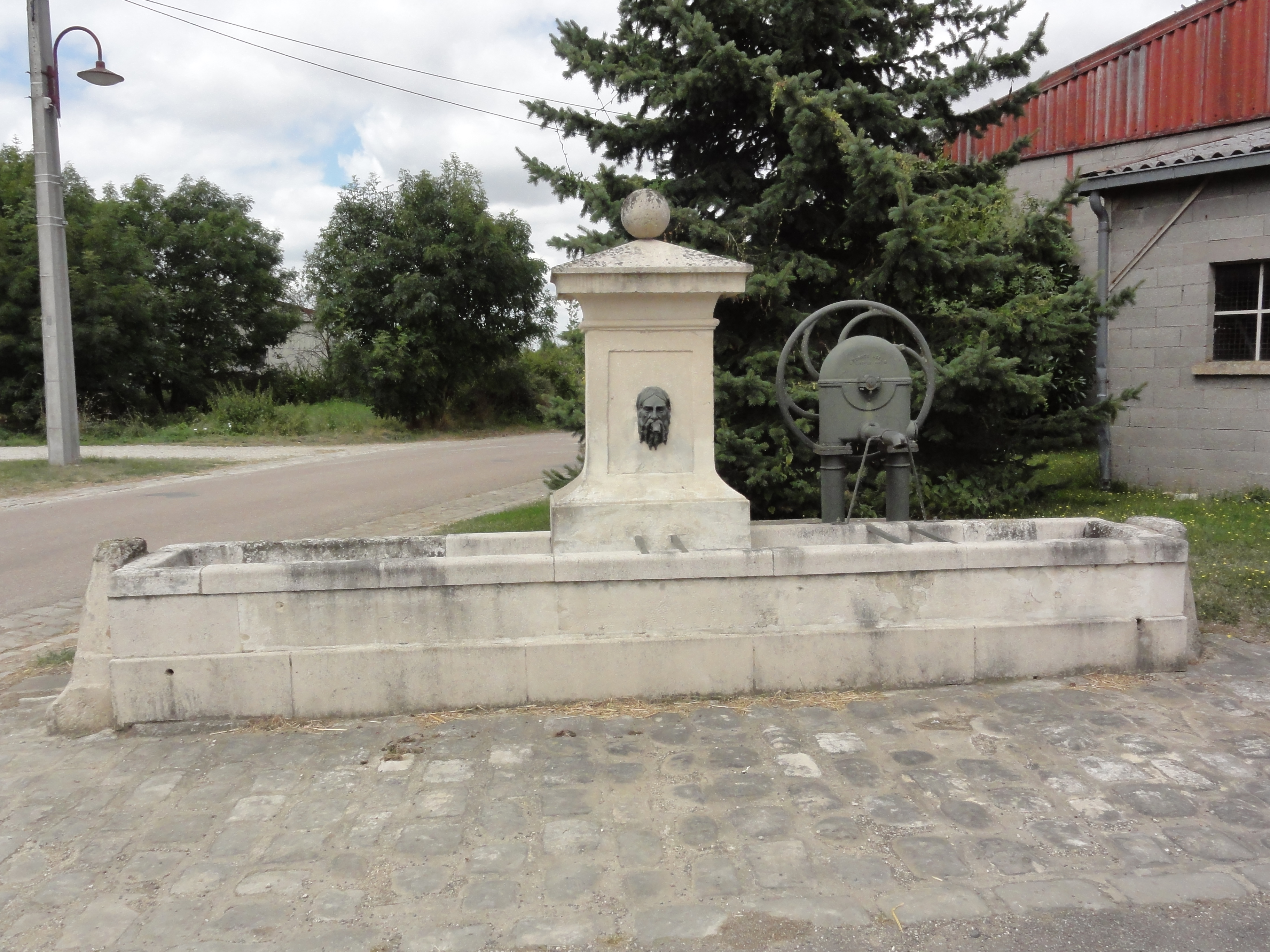

### Héraldique
| Blason de Gimécourt | Blason  | Coupé : au 1er d'azur à une croix pommetée, au pied fiché d'argent accostée de deux épis d'or ; au 2d d'argent à une tête de lion de gueules couronné d'or et lampassé d'azur. Ornements extérieursSoutiens : à dextre, une tige de chardon et à senestre, un brin de pensée, les deux de sinople fleuris de gueules, passés en sautoir. |
| Blason de Gimécourt | Détails | - Les deux épis de blé constituent des armes parlantes pour le toponyme du village jadis : Gimelcourt (1373), Gemellicuria (1711) ; Gimel serait une variante de gemel « jumeaux » du latin gemellus ; curtis, curia, court, désignent une exploitation agricole. Ils évoquent ainsi le toponyme actuel Gimécourt. Pour certains auteurs, Gimécourt aurait pour origine le nom d’homme germanique Girmar ou le nom de femme germanique Gisila. Les épis rappellent également le caractère agricole du village. - La croix pommetée d'argent symbolise l'église paroissiale Saint-Etienne (en grec stephanos – couronné). Les trois boules rappellent la lapidation de ce saint vénéré comme premier martyr de la chrétienté. - La tête de lion de gueules couronnée souligne que le village dépendait originairement au comté de Luxembourg et de la prévôté de Ligny illustrée par le chardon du support. - L'azur, l'or et les pensées rappellent que Gimécourt est passée à la prévôté de Bar par un traité de 1734. Armoiries composées par Robert A. Louis, adoptées le 11 décembre 2020, Mme Mathilde Decheppe étant maire. |